# Ljubižda (Orahovac)
Pour les articles homonymes, voir Ljubižda.
Lubizhdë en albanais et Ljubižda en serbe latin (en serbe cyrillique : Љубижда) est une localité du Kosovo située dans la commune/municipalité de Rahovec/Orahovac et dans le district de Prizren/Prizren. Selon le recensement kosovar de 2011, elle compte 1 641 habitants, dont une majorité d'Albanais.
Selon le découpage administratif du Kosovo, la localité fait partie de la commune/municipalité de Malishevë/Mališevo.

## Histoire
Sur le territoire du village se trouve le site archéologique de Maskit, qui abrite des vestiges des IIe et IIIe siècles ; il est mentionné par l'Académie serbe des sciences et des arts  et inscrit sur la liste des monuments culturels du Kosovo.
On y trouve aussi les vestiges d'une église qui remonte au XVIIe siècle, également mentionnés par l'Académie serbe des sciences et des arts et inscrits sur la liste des monuments culturels du Kosovo.

## Démographie

### Évolution historique de la population dans la localité
| 1948 | 1953 | 1961 | 1971 | 1981 | 1991  | 2011  |
| ---- | ---- | ---- | ---- | ---- | ----- | ----- |
| 350  | 354  | 468  | 557  | 795  | 1 191 | 1 641 |

|  |